# Meisa Kuroki
Meisa Kuroki (jap. 黒木 メイサ Kuroki Meisa; właśc. 島袋 さつき Shimabukuro Satsuki, ur. 28 maja 1988 w Nago) – japońska aktorka, piosenkarka i modelka.

## Życiorys
Meisa urodziła się Henoko w mieście Nago w prefekturze Okinawa. Meisa ma również trzy starsze siostry.
Przeniosła się do Tokio w wieku 15 lat i zamieszkała w internacie dla młodych aktorek. Jedną z mieszkańców w tym czasie była Maki Horikita.
Meisa zadebiutowała aktorsko w 2004 roku, w serialu „Medaka” telewizji Fuji TV.
Meisa znalazła się również w fotoksiążce ze swoją bliską przyjaciółką Maki Horikitą „Missmatch Maki Horikita x Meisa Kuroki x Kishin Shinoyama” sfotografowaną przez Kishina Shinoyamę.
Jest reprezentowana przez Sweet Power oraz popularny japoński magazyn mody JJ. A jako piosenkarka jest związana z wytwórnią Sony Music Entertainment. Meisa występuje w telewizyjnych dramatach, reklamach, filmach oraz spektaklach scenicznych. Dnia 21 czerwca 2008 roku wydała swój debiutancki singel „Like This”. Choć śpiewała w 2007 roku w dramacie Crows ZERO, „Like This” był pierwszym singlem wydanym pod jej nazwiskiem.
Ukończyła Okinawa Actors School (Japonia). Trenowała taniec, jednak do roli w filmie „Dance Subaru” musiała się specjalnie nauczyć tańca baletowego. Od czerwca 2008 roku trenowała więc po trzy godziny dziennie. W 2010 roku magazyn „Vogue Nippon” mianował ją „Kobietą Roku”
Od 2 lutego 2012 roku żona Jina Akanishiego, 23 września urodziła im się córka, a 7 czerwca 2017 roku syn.

## Filmografia

### Seriale
- Fuhatsudan: Burakku Mane wo Ayatsuru Otoko (Wowow 2018) jako Yumiko Kobori
- Otona Koukou (TV Asahi 2017) jako Maki Sonobe
- Doctor X ~ Gekai Daimon Michiko 4 (TV Asahi 2016) jako Tokiko (odc.10)
- Haikei, Minpaku-sama (TBS, MBS 2016) jako Saori Yamashita
- Designer Baby (NHK 2015) jako Yuri Hayami
- Renai Aruaru (Fuji TV 2015)
- Akka (Wowow 2014) jako Detektyw Erika Miyazono
- Time Spiral (NHK 2014) jako Natsuki Aizawa
- Black President (Fuji TV-KTV 2014) jako Kyoko Akiyama
- Take Five (TBS 2013) jako Narumi Shibasaki (ep5-6)
- Yae no Sakura (NHK 2013) jako Takano Takeko
- Olympic Ransom (TV Asahi 2013)
- Akai Yubi -Shinzanmono Kaga Yuichiro Futatabi (TBS 2011)
- Jiu: Keishichô Tokushuhan Sôsagakari (TV Asahi 2011) jako Motoko Isaki
- Shiawase ni Narou yo (Fuji TV 2011) jako Haruna Yanagisawa
- Ninkyo Helper SP (Fuji TV 2011)
- Saigo no Yakusoku (Fuji TV 2010)
- Shinzanmono (TBS 2010) jako Ami Aoyama
- Ninkyō Helper (Fuji TV 2009) jako Riko Yomogi
- Chansu!: Kanojo ga seikô shita riyû (2009) jako Tamaki Saori
- Kaze no gâden (Fuji TV 2008) jako Rui Shiratori
- 1 Pound no Fukuin (NTV 2008) jako Siostra Angela
- Tobira wa Tozasareta mama (2008)
- Seito Shokun! (2007) – (ep1)
- Haikei, Chichiue-sama (Fuji TV 2007) jako Naomi Karasawa
- Byakkotai (2007) jako Sayoko Asai
- Aru Ai no Toki (2005)
- Koi suru Nichiyobi (2005)
- Hontou ni Atta Kowaii Hanashi (2004)
- Medaka (Fuji TV 2004)

### Filmy
- Renai Aruaru (Fuji TV 2015) jako Kiyomi Michiyama
- Lupin III (2014) jako Fujiko Mine
- Ninkyo Helper (2014)
- Orinpikku no Minoshirokin (TV Asahi 2013) jako Yumi Ochiai
- The Wings of the Kirin (2012)
- Andarushia: Megami no houfuku (2011) jako Yuka Shindo
- Kirin no tsubasa: Gekijouban Shinzanmono (TBS 2011) jako Ami Aoyama
- Akai Yubi – Shinzanmono Kaga Kyouichiro Futatabi! (TBS 2011) jako Ami Aoyama
- Saigo no Yakusoku (2010)
- Uchû senkan Yamato (2010) jako Yuki Mori
- Yajima Biyôshitsu the movie: Yume o tsukama Nebada (2010)
- Dance Subaru (2009) jako Miyamoto Subaru
- Chance! (Fuji TV 2009)
- Asaruto gâruzu (2009) jako Gray
- Crows Zero II (Kurôzu zero II) (2009) jako Ruka Aizawa
- Dansou no reijin (TV Asahi 2008) jako Kawashima Yoshiko (w wieku 14-35)
- Tobira wa tozasareta mama (Wowow 2008)
- Crows Zero (Kurôzu zero) (2007) jako Ruka Aizawa
- Vexille (Bekushiru 2077 Nihon Sakoku) (2007) jako Vexille (głos)
- Taitei no Ken (2007) jako Botan
- Kimi no Yubisaki (2007) jako Fujisawa
- Tada, Kimi wo Aishiteru (2006) jako Miyuki Toyama
- Nieodebrane połączenie 3 (Chakushin Ari Final) (2006) jako Emily Kusama
- Camus Nante Shiranai (2006)
- Aru Ai no Uta (TBS 2006) jako Ruka Kashiwagi
- Byakkotai (2006)
- Kamyu nante shiranai (2005) jako Rei
- Onaji no Tsuki wo Miteiru (2005) jako Emi

## Dyskografia

### Albumy
- MAGAZINE (2011)
- UNLOCKED (2012)

### Mini-Album
- hellcat (2009)
- ATTITUDE (2010)

### Single
- Like This (2008)
- Shock -Unmei- (Shock -運命-) (2009)
- 5-FIVE- (2010)
- LOL! (2010)
- One More Drama (2011)
- Wired Life (2011)
- Woman's Worth / Breeze Out (2011)
- Hit the Road (2012)
- FRENEMY (2012)

### Inne
- "Rock U (Movie Version)" Crows Zero Original Soundtrack (2007)
- "Hero Lives in You (Short Version)" Crows Zero Original Soundtrack (2007)
- "Bad Girl (Movie Version)" Crows Zero 2 Original Soundtrack (2008)